# Macoma lama
Macoma lama är en musselart som beskrevs av Bartsch 1929. Macoma lama ingår i släktet Macoma och familjen Tellinidae. Inga underarter finns listade i Catalogue of Life.